# Nachal Dalijot
Nachal Dalijot (hebrejsky נחל דליות) je vodní tok v Izraeli, respektive na Golanských výšinách okupovaných Izraelem od roku 1967.
Pramení poblíž hory Har Peres, na náhorní planině v jihovýchodní části Golanských výšin, v místech kde z dálnice číslo 98 odbočuje takzvaná Ropná silnice. Směřuje pak k jihozápadu plochou odlesněnou krajinou. Plní zde umělou vodní nádrž Ma'agar Ša'abanija. Poté, co mine lokální silnici 808, se postupně zařezává do podloží a vytváří úzké údolí, jež směřuje k západu. Zprava přijímá tok Nachal Gamla a míjí starověkou lokalitu Gamla. Severně od vesnice Ma'ale Gamla vodní tok vystupuje z úzkého kaňonu do ploché nížinaté krajiny v příkopové propadlině řeky Jordán. Pak ústí ze severovýchodu do Galilejského jezera.
Nachal Dalijot patří k nejvydatnějším vodním tokům na Golanech. Nachází se tu několik vodopádů, které mají celoroční průtok. V kaňonu se vyskytuje vzácná fauna i flóra, zejména populace dravých ptáků.
Část údolí Nachal Dalijot je turisticky využívaná a je součástí přírodní rezervace Jehudija, jež zahrnuje i paralelní údolí toků Nachal Mešušim, Nachal Jehudija a Nachal Zavitan. Patří do ní i rozsáhlé zalesněné úseky volné krajiny mezi těmito kaňony.